# 小行星4696
小行星4696（4696 Arpigny）是一颗绕太阳运转的小行星，为主小行星带小行星。该小行星于1985年10月15日发现。

## 轨道参数
小行星4696的轨道半长轴为2.8542827 UA，离心率为0.059。